# نصف القطر
الشُعَاع أو نصف القطر (نق أو ر) (بالإنجليزية: Radius)‏ المقصود به نصف قطر الدائرة أو الكرة أو الإهليلج. وهو يساوي المسافة الفاصلة بين مركز الدائرة (أو الكرة أو الإهليلج) وأي نقطة على حدود الشكل.
ويساوي الشعاع (نصف القطر) محيط الدائرة مقسوم على 2 ط
( {\displaystyle r={\frac {c}{2\pi }}} ).

## وصلات خارجية
- Radius (PlantMath.org website)